# Daniel Avechuco Cabrera
Daniel Avechuco Cabrera (Hermosillo, Sonora; mayo de 1985) es un académico y escritor mexicano.

## Biografía y trayectoria
Realizó sus estudios de grado y posgrado en literatura en la Universidad de Sonora entre 2003 y 2016, con énfasis en las representaciones culturales de la violencia, la cultura de la revolución mexicana y la relación imagen-literatura.
Sus primeros cuentos aparecieron entre 2009 y 2011, publicados por miNatura, revista digital de lo breve y lo fantástico.
En 2012, el autor publicó Rituales, libro de cuentos con el que ganó el Concurso del Libro Sonorense 2011, convocado por el Instituto Sonorense de Cultura.
En agosto de 2024, resultó ganador de la tercera edición del Premio Nacional de Novela Breve ESAC por su novela La mutación.
El mismo año, el autor publicó Damas en el aquelarre, una antología de cuentos de Juana Manuela Gorriti, ilustrada por Melissa Campa (Fondo Editorial Universidad de Sonora).
En octubre de 2024, Daniel Avechuco Cabrera se llevó el Premio Internacional de Novela Negra "Una vuelta de tuerca", promovido por la Secretaría de Cultura y el Instituto Queretano para la Cultura y las Artes.
A finales del mismo mes, se dio a conocer que el escritor ganó el Concurso del Libro Sonorense 2024, en la categoría novela, por el libro La caza.

## Obra
| Año  | Título                                                                        | Género |
| ---- | ----------------------------------------------------------------------------- | ------ |
| 2012 | Rituales                                                                      | Cuento |
| 2024 | La mutación                                                                   | Novela |
| 2024 | Damas en el aquelarre. Antología ilustrada de cuento de Juana Manuela Gorriti | Cuento |
| 2025 | Las furias                                                                    | Novela |
| 2025 | La caza                                                                       | Novela |

## Premios
| Año  | Premio                                                      | Categoría    |
| ---- | ----------------------------------------------------------- | ------------ |
| 2011 | Concurso del Libro Sonorense                                | Cuento       |
| 2024 | Premio Nacional de Novela Breve ESAC                        | Novela breve |
| 2024 | Premio Internacional de Novela Negra "Una vuelta de tuerca" | Novela negra |
| 2024 | Concurso del Libro Sonorense                                | Novela       |

- Datos: Q133267761

1. ↑  «Daniel Avechuco Cabrera. Perfiles de la Universidad de Sonora».
2. ↑  Yumpu.com. «octubre # 97 Revista Digital miNatura 1 - servercronos.net». yumpu.com. Consultado el 25 de julio de 2025.
3. ↑  «Axxón 205 | Libro | Biblioteca | La Tercera Fundación». tercerafundacion.net. Consultado el 25 de julio de 2025.
4. ↑  «Axxón 203 | Ficha | Biblioteca | La Tercera Fundación». tercerafundacion.net. Consultado el 25 de julio de 2025.
5. ↑  «Sistema de Información Cultural. Fondos Editoriales».
6. 1 2 3  Sandoval, Francisco (29 de noviembre de 2024). «Maestro de Unison y escritor galardonado: Daniel Avechuco de Hermosillo ganó tres concursos de literatura en menos de 4 meses». Proyecto Puente.
7. ↑  «ESAC e ISC dan a conocer al ganador del Premio Nacional de Novela Breve ESAC 2024». 12 de agosto de 2024.
8. ↑  Sandoval, Francisco (23 de septiembre de 2024). «Presentan maestros y estudiantes de Unison antología ‘Damas en el aquelarre’, inspirada en cuentos de la escritora Juana Manuela Gorriti». Proyecto Puente.
9. ↑  López, Leslie Ortega (21 de febrero de 2025). «Damas en el aquelarre. Antología ilustrada de cuento de Juana Manuela Gorriti. Selección e introducción de Daniel Avechuco Cabrera, ilustraciones de Melissa Campa Sánchez, Fondo Editorial Universidad de Sonora, 2024.». Connotas. Revista de crítica y teoría literarias (30): e563-e563. ISSN 2448-6019. doi:10.36798/critlit.i30.563. Consultado el 25 de julio de 2025.
10. ↑  Gutiérrez, Vicente (10 de octubre de 2024). «Querétaro, listo para recibir la Tercera Semana de la Novela Negra F.G. Haghenbeck». Milenio.
11. ↑  «Da a conocer ISC ganadores del Concurso del Libro Sonorense 2024». 23 de octubre de 2024.